# Cộng hòa Nhân dân Tây Ukraina
Cộng hoà Nhân dân Tây Ukraina hoặc Cộng hoà Dân tộc Ukraina (tiếng Ukraina: Західноукраїнська Народна Республіка, đã Latinh hoá: Zachidnoukrajinśka Narodna Respublika; viết tắt ЗУНР, ZUNR), trong một khoảng thời gian tồn tại gọi là tỉnh miền Tây của Cộng hoà Nhân dân Ukraina (Західна область Української Народної Республіки, Zachidna oblast Ukrajinśkoji Narodnoji Respubliky hoặc ЗО УНР, ZO UNR), là một thực thể tồn tại ngắn ngủi từng kiểm soát hầu hết Đông Galicia từ tháng 11 năm 1918 đến tháng 7 năm 1919. Nước cộng hoà bao gồm các thành phố Lviv, Ternopil, Kolomyia, Drohobych, Boryslav, Stanislaviv (nay là Ivano-Frankivsk) và Przemyśl hữu ngạn, và yêu sách một phần của Bukovina và Ruthenia Karpat. Về mặt chính trị, Đảng Dân chủ Dân tộc Ukraina (tiền thân của Liên minh Dân chủ Dân tộc Ukraina giữa hai thế chiến) chi phối hội nghị lập pháp, hướng theo ở mức độ khác nhau hệ tư tưởng của Công giáo Hy Lạp, tự do và chủ nghĩa xã hội. Các đảng khác có đại diện gồm Đảng Cấp tiến Ukraina và Đảng Xã hội Cơ Đốc giáo.
Cộng hoà Nhân dân Tây Ukraina xuất hiện với tư cách một nhà nước ly khai trong quá trình Áo-Hung giải thể, và đến tháng 1 năm 1919 họ thống nhất trên danh nghĩa với Cộng hoà Nhân dân Ukraina với tư cách là khu tự trị tỉnh miền Tây. Ba Lan cũng yêu sách lãnh thổ này, và đến tháng 7 họ chiếm lĩnh hầu hết khu vực và buộc chính phủ Tây Ukraina phải lưu vong. Đến khi Cộng hoà Nhân dân Ukraina quyết định về việc đổi lãnh thổ này để kết liên minh với Ba Lan nhằm chống lại nước Nga Xô viết, chính phủ Tây Ukraina lưu vong cắt đứt quan hệ với Cộng hoà Nhân dân Ukraina. Chính phủ lưu vong tiếp tục yêu sách của mình cho đến khi giải thể vào năm 1923.
Quốc huy của Cộng hoà Nhân dân Tây Ukraina có nền xanh da trời, và một sư tử vàng hung hãn. Màu sắc của quốc kỳ là xanh lam và vàng, màu xanh lam nhạt hơn nhiều so với quốc kỳ Ukraina hiện nay.

## Lịch sử

### Bối cảnh
Theo điều tra nhân khẩu năm 1910 của Đế quốc Áo-Hung, lãnh thổ do Cộng hoà Nhân dân Tây Ukraina có khoảng 5,3 triệu người. Trong đó, 3.132.233 (58,9%) là người Ukraina và 2.114.792 (39,8%) là người Ba Lan, còn lại là người Do Thái, người Rusyn, người Đức, người Hungary, người Romania, người Czech, người Slovak, người Di-gan, người Armenia và các dân tộc khác. Người Do Thái chiếm đến 12% dân số - nhưng họ chủ yếu nói tiếng Ba Lan và được xác định là người Ba Lan, như Stanisław Lem. Phần lớn cư dân khu vực sống tại nông thôn, các thành thị có cư dân hầu hết là người Ba Lan và người Do Thái, còn người Ukraina chiếm ưu thế tại vùng thôn quê. Điều này tạo ra vấn đề với người Ukraina, vì thành phố lớn nhất là Lviv (tiếng Ba Lan: Lwów, tiếng Đức: Lemberg), có người Ba Lan chiếm đa số và được nhìn nhận là một trong các thành phố Ba Lan quan trọng nhất.
Trữ lượng dầu mỏ gần Lviv tại Drohobych và Boryslav tại thượng du sông Dniester nằm vào hàng lớn nhất tại châu Âu. Liên kết đường sắt đến khu vực Ukraina do Nga cai trị hay đến Romania ít ỏi: Brody nằm trên một tuyến từ Lviv đến thượng du sông Styr, Pidvolochysk (Podwoloczyska) nằm trên một tuyến từ Ternopil đến Proskurov (nay là Khmelnytskyi) thuộc Podolia, và một tuyến dọc sông Prut từ Kolomyia (Kolomca) đến Chernivtsi (Czernowitz) tại Bukovina.
Do đó bối cảnh này tạo môi trường cho xung đột giữa Cộng hoà Nhân dân Tây Ukraina và Ba Lan.

### Độc lập và đấu tranh tồn tại
Cộng hoà Nhân dân Tây Ukraina tuyên bố thành lập vào ngày 1 tháng 11 năm 1918. Hội đồng Dân tộc Ukraina (gồm tất cả các đại biểu Ukraina từ cả hai viện của nghị viện Áo và các hội đồng lập pháp cấp tỉnh tại Galicia và Bukovina) có kế hoạch tuyên bố Cộng hoà Nhân dân Tây Ukraina vào ngày 3 tháng 11 năm 1918 nhưng chuyển sang ngày tháng 11 do các báo cáo rằng Uỷ ban Thanh lý Ba Lan được chuyển từ Kraków đến Lviv. Ngay sau khi nước cộng hoà tuyên bố độc lập từ Đế quốc Áo-Hung, một cuộc nổi dậy quần chúng diễn ra tại Lviv, là nơi hầu hết cư dân là người Ba Lan và không muốn trở thành một phần của một nhà nước không phải Ba Lan. Một vài tuần sau, người Ba Lan nổi dậy tại Lviv nhận được ủng hộ từ Ba Lan. Ngày 9 tháng 11, lực lượng người Ba Lan cố chiếm lĩnh các mỏ dầu Drohobych một các bất ngờ nhưng bị đẩy lui, bị quân Ukraina áp đảo về số lượng. Kết quả bế tắc với việc người Ba Lan giữ được quyền kiểm soát Lviv và một dải đất hẹp xung quanh một tuyến đường sắt nối thành phố với Ba Lan, trong khi phần còn lại của Đông Galicia vẫn nằm dưới quyền kiểm soát của Cộng hoà Nhân dân Tây Ukraina. Trong Chiến tranh Ba Lan-Ukraina, quân đội Tây Ukraina có thể giữ chân Ba Lan trong khoảng chín tháng, nhưng đến tháng 7 năm 1919, quân Ba Lan đã chiếm được hầu hết lãnh thổ do Tây Ukraina yêu sách.
Cư dân người Ba Lan chiếm khoảng 40% dân số Đông Galicia khi đó, có thái độ thù địch cao độ với nhà nước Tây Ukraina mới thành lập và cho rằng đó là sự cai trị 'bằng lưỡi lê, dùi cui và rìu', trong khi chờ đợi quân đội Ba Lan tiến đến. Các quan chức người Ba Lan từ chức hàng loạt, hủy hoại khả năng của nước cộng hoà để có thể lãnh đạo một chính quyền hiệu quả. Người Ba Lan chiếm ưu thế tại các khu vực đô thị và bắt đầu nổi dậy chống lại quyền cai trị của người Ukraina không chỉ tại Lviv, mà còn tại Drohobych, Przemyśl, Sambir và Jarosław. Điều này khiến chính phủ Tây Ukraina không thể kiểm soát nửa phía tây của lãnh thổ, và khiến cuộc tấn công của Ba Lan là khả dĩ.
Trong khi đó, hai nhà nước nhỏ nằm ngay phía tây của Cộng hoà Nhân dân Tây Ukraina cũng tuyên bố độc lập do kết quả từ quá trình giải thể của Đế quốc Áo-Hung.
- Cộng hoà Komancza là một hiệp hội của 30 làng Lemko, cơ sở nằm xung quanh Komańcza tại phần phía đông vùng Lemko. Nước cộng hoà tồn tại từ ngày 4 tháng 11 năm 1918 đến ngày 23 tháng 1 năm 1919. Thực thể thân Ukraina này có kế hoạch thống nhất với Cộng hoà Nhân dân Tây Ukraina, nhưng bị chính phủ Ba Lan đàn áp trong Chiến tranh Ba Lan–Ukraina.
- Ngày 5 tháng 12 năm 1918, Ruska Narodna Respublika Lemkiv (Cộng hoà Dân tộc Rusyn Lemko) cũng tuyên bố độc lập. Cộng hoà Dân tộc Rusyn Lemko có trung tâm tại Florynka, một làng tại đông nam Ba Lan ngày nay. Tình cảm thân Nga chiếm ưu thế trong cư dân tại đây, họ phản đối thống nhất với Cộng hoà Nhân dân Tây Ukraina và thay vào đó tìm cách thống nhất với Nga.

Một thoả thuận để thống nhất Tây Ukraina với phần còn lại của Ukraina được tiến hành vào ngày 1 tháng 12 năm 1918. Chính phủ Cộng hoà Nhân dân Tây Ukraina chính thức thống nhất với Cộng hoà Nhân dân Ukraina vào ngày 22 tháng 1 năm 1919, sau đó thực thể được gọi là tỉnh miền Tây của Cộng hoà Nhân dân Ukraina. Tuy nhiên, điều này hầu như mang tính tượng trưng.
Do Tây Ukraina có truyền thống khác biệt về các chuẩn mực luật pháp, xã hội và chính trị, họ có quyền tự trị trong một nước Ukraina thống nhất. Hơn nữa, người Tây Ukraina được giữ lại Quân đội Galicia Ukraina và cấu trúc chính phủ. Mặc dù thống nhất trên danh nghĩa, Cộng hoà Nhân dân Tây Ukraina và Cộng hoà Nhân dân Ukraina chiến đấu trong các cuộc chiến riêng biệt. CHND Tây Ukraina vướng vào một cuộc xung đột với Ba Lan, còn CHND Ukraina đấu tranh với các lực lượng Xô viết và Bạch vệ.
Quan hệ giữa Tây Ukraina và Cộng hoà Nhân dân Ukraina tại Kyiv có phần căng thẳng. Ban lãnh đạo Tây Ukraina có xu hướng bảo thủ hơn. Thông thạo văn hoá của hệ thống nghị viện Áo và cách tiếp cận có trật tự đối với chính phủ, họ nhìn nhận thái độ cách mạng xã hội của thực thể tại Kyiv với phần nào mất tinh thần và với lo ngại rằng bất ổn xã hội tại phía Đông sẽ lan đến Galicia. Tương tự, quân đội Tây Ukraina có kỷ luật hơn, còn Quân đội Nhân dân Ukraina của Kyiv hỗn loạn hơn và có xu hướng tiến hành tàn sát, điều mà người Tây Ukraina tích cực phản đối. Kỷ luật kém của quân đội Kyiv và sự bất phục tùng của các sĩ quan của họ gây sửng sốt cho các phái đoàn Galicia được cử đến Kyiv.
Phong trào dân tộc tại Tây Ukraina mạnh mẽ như tại các quốc gia Đông Âu khác, và chính phủ Ukraina có thể huy động hơn 100.000 người, 40.000 trong số họ là sẵn sàng chiến đấu. Ludwik Mroczka viết rằng bất chấp sức mạnh của lực lượng dân tộc Ukraina, họ nhận được ít ủng hộ và nhiệt tình từ cư dân Ukraina địa phương; nói chung thái độ thường là thờ ơ, và nam giới Ukraina thường cố tránh phục vụ trong quân đội

### Lưu vong và ngoại giao
Sau thất bại trước Ba Lan, một phần của bại quân Tây Ukraina tìm cách tị nạn tại Tiệp Khắc và tại đó được gọi bằng tên Ukrajinská brigáda. Ngày 16 tháng 7 năm 1919, đội quân còn lại gồm khoảng 50.000 binh sĩ, vượt biên sang lãnh thổ của Cộng hoà Nhân dân Ukraina và tiếp tục chiến đấu cho nền độc lập của Ukraina tại đó.
Cùng tháng đó, tỉnh miền Tây thành lập một chính phủ lưu vong tại thành phố Kamianets-Podilskyi. Quan hệ giữa chính phủ Tây Ukraina lưu vong và chính phủ Kyiv tiếp tục xấu đi, một phần là do người Tây Ukraina nhìn nhận Ba Lan là kẻ thù chính (còn người Nga là một đồng minh tiềm năng) trong khi Symon Petliura tại Kyiv nhìn nhận Ba Lan là một đồng minh tiềm năng chống lại các đối thủ Nga của ông. Phản ứng trước các đàm phán ngoại giao của chính phủ Kyiv với Ba Lan, chính phủ Tây Ukraina cử một phái đoàn đến Tập đoàn quân 12 Xô viết, nhưng cuối cùng bác bỏ các điều kiện của Xô viết cho một liên minh. Vào tháng 8 năm 1919, người đứng đầu của ban bí thư nhà nước Tây Ukraina là Kost Levytsky đề xuất một liên minh với lực lượng Bạch vệ Nga của Anton Denikin, liên quan đến đảm bảo quyền tự trị trong một nhà nước Nga. Các nhà ngoại giao Tây Ukraina tại Paris tìm cách liên hệ với các đối tác Nga trong thành phố. Bạch vệ Nga có quan điểm hỗn hợp về liên minh được đề xuất. Một mặt họ thận trọng về thái độ chống Nga của người Galicia và lo ngại về tác động của một liên minh như vậy trong mối quan hệ của họ với Ba Lan. Mặt khác người Nga tôn trọng kỷ luật và huấn luyện của các binh sĩ Galicia và hiểu rằng một thoả thuận với người Tây Ukraina sẽ tước đoạt các binh sĩ tốt nhất của Quân đội Nhân dân Ukraina của chế độ Kyiv, vốn đang có chiến tranh với Bạch vệ. Vào tháng 11 năm 1919, Quân đội Galicia Ukraina, không có ủy quyền từ chính phủ của họ, ký kết một thoả thuận đình chiến với Bạch vệ Nga và đặt quân đội của họ dưới thẩm quyền của Bạch vệ Nga.
Trong các cuộc đàm phán với chính phủ Đốc chính Kyiv, Tổng thống Tây Ukraina Petrushevych lập luận rằng Bạch vệ dù sao cũng sẽ thất bại nhưng việc liên minh với họ sẽ tăng cường quan hệ với các cường quốc phương Tây, do phương Tây ủng hộ Bạch vệ và sẽ giúp lực lượng quân sự Ukraina trong cuộc đấu tranh sau này chống lại Xô viết. Các thoả thuận như vậy bị Petliura lên án. Do vậy, Petrushevych công nhận chính phủ Tây Ukraina không còn có thể làm việc với chính phủ Đốc chính của Petliura và đến ngày tháng 11 chính phủ Tây Ukraina dời đi lưu vong tại Wien. Đốc chính thông báo cho Ba Lan vào ngày 2 tháng 12 rằng họ không có lợi ích tại Tây Ukraina. Chính phủ Tây Ukraina lưu vong sau đó "từ bỏ thể chế chung" với Đốc chính và đến ngày 20 tháng 12 thì đơn phương hủy bỏ Đạo luật Thống nhất. Chính phủ lưu vong nối lại tên gọi Cộng hòa Nhân dân Tây Ukraina vào đầu năm 1920.

#### Đường Barthelemy

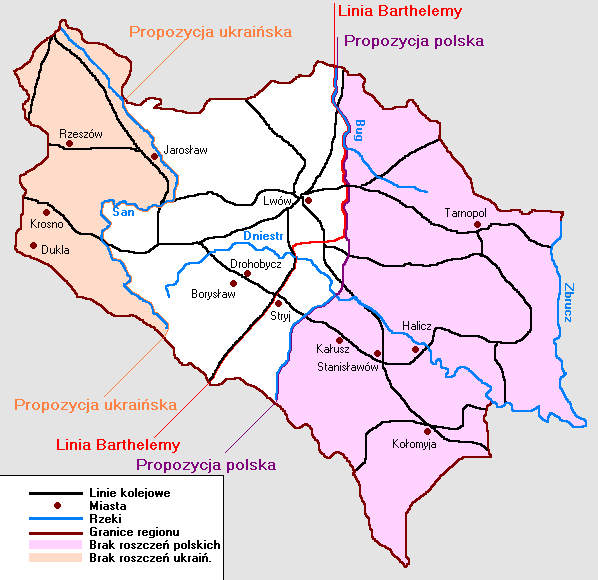
Bản đồ Đông Galicia với các đề xuất phân chia từ tháng 1-2 năm 1919
Không có yêu sách của Ukraina
Khu vực tranh chấp
Không có yêu sách của Ba Lan

Trong nỗ lực ngăn chặn Chiến tranh Ba Lan-Ukraina, một tướng lĩnh của Pháp là Marie Joseph Barthélemy  đã đề xuất một đường phân giới, được gọi là Đường Barthelemy, được cho là sẽ chấm dứt giao tranh giữa quân đội Ba Lan và Tây Ukraina.
Năm 1918, các quốc gia Entente đã tìm cách thành lập một mặt trận chống Bolshevik chung, bao gồm quân đội Ba Lan, Bạch vệ Nga, Romania và Ukraina. Sự việc bùng nổ chiến sự Ba Lan-Ukraina tại Lviv vào ngày 1 tháng 11 đã cản trở các kế hoạch này, vì vậy các quốc gia Entente bắt đầu thúc ép cả người Ba Lan và người Galicia tìm kiếm một giải pháp và thông qua đường phân định do các quốc gia đồng minh đề xuất.
Vào ngày 19 tháng 1 năm 1919, theo lệnh của Tướng Franchet d'Esperey, một phái bộ gìn giữ hòa bình dưới quyền chỉ huy của Tướng Joseph Barthelemy đã đến Krakow. Ban đầu, phái bộ làm quen với lập trường của Ba Lan, người Ba Lan chọn tuyến Bug-Świca. Sau đó, họ đi đến Lviv để gặp phái đoàn Tây Ukraina. Người Ukraina chọn tuyến San làm đường phân giới trong tương lai.
Trước tình hình đó, Tướng Barthelemy đã trình bày đề xuất thỏa hiệp của mình vào ngày 28 tháng 1 năm 1919. Đường đình chiến chạy dọc theo sông Bug đến Kamionka Strumiłłowa, sau đó dọc theo ranh giới của các huyện đến Bóbrka, sau đó dọc theo tuyến đường sắt Bóbrka-Wybranka, về phía tây đến Mikołajów (để chính Mikołajów về phía Ukraina), sau đó dọc theo tuyến đường sắt Lviv-Stryi đến biên giới lãnh thổ tranh chấp tại Đông Karpat. Tuyến đường sắt Stryi-Lavochne vẫn nằm trong tay Ukraina. Đây là một tuyến tạm thời, cho đến khi vấn đề được giải quyết bởi Hội nghị Hòa bình Paris.
Phía Ba Lan chấp nhận giải pháp này, nhưng phái đoàn Ukraina nhất quyết ủng hộ 'đường San'. Do sự phản đối của Ukraina, phái đoàn Entente đã thực hiện một nỗ lực hòa giải khác. Việc này được thực hiện bởi tiểu ban Ủy ban Liên đồng minh về Ba Lan được thành lập vào ngày 15 tháng 2 năm 1919 và do Joseph Noulens đứng đầu. Tiểu ban gồm có Tướng Joseph Barthelemy (Pháp) làm chủ tịch, Thượng tá Adrian Carton de Wiart (Anh), Tiến sĩ Robert Howard Lord (Hoa Kỳ) và Thiếu tá Giovanni Stabile (Ý). Tiểu ban đã trình bày một dự thảo quy ước đình chiến vào ngày 15 tháng 2 năm 1919. Thỏa thuận đình chiến dọc theo đường Barthelemy, hoàn toàn mang tính chất quân sự và không ảnh hưởng đến các quyết định của Hội nghị Hòa bình Paris theo bất kỳ cách nào. Một phần không thể thiếu của quy ước là một hiệp ước bổ sung liên quan đến bể dầu mỏ Boryslav-Drohobych. Nó vẫn ở phía Ba Lan của đường đình chiến dưới quyền quản lý của một ủy ban quốc tế, với 50% sản lượng dầu sẽ được chuyển giao cho phía Ukraina. Ba Lan và CHND Tây Ukraina chỉ có thể ghi lại khối lượng sản xuất và thanh toán cho nguồn cung cấp dầu. Dự án đảm bảo lợi ích của Entente trong bể dầu mỏ và là bước đầu tiên hướng tới việc trung lập hóa nó. Vào thời điểm đề xuất, lãnh thổ của lưu vực nằm dưới sự kiểm soát của Quân đội Galicia Ukraina. Đối với chính phủ Tây Ukraina, các điều khoản của Quy ước Đình chiến là không có lợi; tuy nhiên, chúng đã đưa ra cơ hội thỏa hiệp với Ba Lan và được Entente công nhận quốc tế đối với nhà nước Ukraina.
Ủy ban đã thành công trong việc ký kết hiệp ước đình chiến vào ngày 24 tháng 2 năm 1919 và trình bày các đề xuất của mình với các bên vào ngày 28 tháng 2, nhưng đã bị phía Tây Ukraina từ chối. Do không đồng ý về đường phân định, các hành động thù địch giữa Ba Lan và Ukraina lại tiếp tục vào ngày 2 tháng 3.

#### Hiệp định Warszawa (1920)
Vào tháng 4 năm 1920, Józef Piłsudski của Ba Lan và Symon Petliura của CHND Ukraina đã đồng ý trong Hiệp định Warszawa về biên giới trên sông Zbruch, chính thức công nhận quyền kiểm soát của Ba Lan đối với lãnh thổ tranh chấp Đông Galicia. Để đổi lấy việc đồng ý về đường biên giới dọc theo sông Zbruch, công nhận các lãnh thổ mà Ba Lan giành được gần đây tại Tây Ukraina, cũng như các phần phía tây của tỉnh Volyn, tỉnh Kholm và các vùng lãnh thổ khác (Điều II), Ba Lan công nhận Cộng hòa Nhân dân Ukraina là một quốc gia độc lập (Điều I) với biên giới được xác định bởi Điều II và III và dưới sự lãnh đạo của otaman Petliura. Chính phủ Ba Lan tại Warszawa và chính phủ lưu vong Tây Ukraina đều không đồng ý hiệp định này.

#### Tình trạng tự trị
Người Tây Ukraina tiếp tục thúc đẩy lợi ích của họ trong các cuộc đàm phán sau Thế chiến I tại Hội nghị Hòa bình Paris. Những nỗ lực này cuối cùng dẫn đến việc Hội Quốc Liên tuyên bố vào ngày 23 tháng 2 năm 1921 rằng Galicia nằm ngoài lãnh thổ của Ba Lan, rằng Ba Lan không có ủy nhiệm thiết lập quyền kiểm soát hành chính tại quốc gia đó, và Ba Lan chỉ là thế lực quân sự chiếm đóng Đông Galicia, số phận của họ sẽ được quyết định bởi Hội đồng Đại sứ tại Hội Quốc Liên.
Sau một loạt các cuộc đàm phán tiếp theo, vào ngày 14 tháng 3 năm 1923, hội nghị quyết định rằng miền đông Galicia sẽ được sáp nhập vào Ba Lan "có tính đến việc Ba Lan đã công nhận rằng liên quan đến các điều kiện dân tộc học của phần phía đông Galicia hoàn toàn xứng đáng với vị thế tự trị của nó." Ngày hôm sau, chính phủ Cộng hòa Nhân dân Tây Ukraina giải tán. Chính phủ Ba Lan từ chối lời hứa trao quyền tự trị cho miền đông Galicia.

## Các cường quốc Entente và vấn đề Đông Galicia
Hội nghị Hòa bình Paris phê chuẩn quyền quản lý lâm thời của Cộng hòa Ba Lan thứ hai trên lãnh thổ Đông Galicia vào ngày 25 tháng 6 năm 1919. Các quốc gia Entente và các cơ quan do họ chỉ định (Hội đồng Đại sứ, Hội đồng Hội Quốc Liên) công nhận Đông Galicia là lãnh thổ tranh chấp không thuộc về nhà nước Ba Lan cho đến ngày 14 tháng 3 năm 1923, theo đó chủ quyền sẽ được thực thi bởi các quốc gia Entente theo hiệp ước hòa bình với Áo. Entente cũng chưa bao giờ công nhận Cộng hòa Nhân dân Tây Ukraine. Đối với lãnh thổ của miền đông Galicia, họ cố gắng đưa ra một giải pháp tạm thời, một ủy nhiệm lâu dài (25 năm) cho Ba Lan để quản lý Galicia, với lãnh thổ được trao quyền tự trị. Sau khi hết thời hạn ủy nhiệm, một cuộc trưng cầu dân ý được tiến hành. Mục đích chính trị của các quốc gia Entente vào thời điểm đó là bảo tồn lãnh thổ phía đông Galicia cho Bạch vệ Nga. Ba Lan phản đối những ý tưởng này, đồng thời theo đuổi chính sách thiết lập quyền quản lý của riêng mình trên lãnh thổ tranh chấp, hợp nhất nó vào nhà nước Ba Lan.
Sau khi củng cố quyền lực của Xô viết tại Nga, và việc khôi phục nước Nga phi Bolshevik trở nên không thể thực hiện được, Hội đồng Đại sứ đã công nhận chủ quyền của Cộng hòa Ba Lan thứ hai đối với lãnh thổ Đông Galicia vào ngày 15 tháng 3 năm 1923, với sự bảo lưu rằng Ba Lan đưa ra quy chế tự trị đối với lãnh thổ này, một đại diện thay thế là Đạo luật về Chính quyền tự quản cấp tỉnh tháng 9 năm 1922, nêu rõ trong chính tiêu đề của nó tính chất đặc biệt của lãnh thổ Đông Galicia trong nhà nước Ba Lan.
Sau một quyết định của Hội đồng Đại sứ, chính phủ lưu vong Tây Ukraina do Sydir Holubovych lãnh đạo tại Wien giải thể vào ngày 15 tháng 3 năm 1923, và hầu hết các thành viên của nó trở về Ba Lan, tích cực tham gia vào đời sống chính trị và xã hội của người Ukraina thiểu số tại Cộng hoà Ba Lan thứ hai.

## Chính phủ

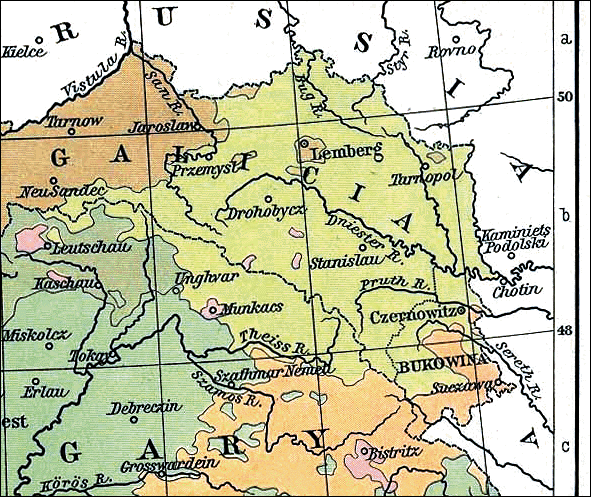
Các khu vực cư trú của người Ruthenia (Ukraina) tại phần đông bắc của Áo-Hung, 1911

Từ ngày 22 đến ngày 25 tháng 11, các cuộc bầu cử diễn ra trên lãnh thổ do Ukraina kiểm soát để bầu ra Hội đồng Dân tộc Ukraine gồm 150 thành viên, sẽ đóng vai trò là cơ quan lập pháp. Yevhen Petrushevych là chủ tịch Hội đồng và là cựu thành viên của nghị viện Áo-Hung, tự động trở thành tổng thống của nước Cộng hòa. Cấp dưới của ông là Ban bí thư Nhà nước, có các thành viên bao gồm Kost Levytsky (chủ tịch ban bí thư và bộ trưởng tài chính của Cộng hòa), Dmytro Vitovsky (người đứng đầu lực lượng vũ trang), Lonhyn Tsehelsky (bộ trưởng nội vụ), và Oleksander Barvinsky (bộ trưởng giáo dục và các vấn đề tôn giáo), và những người khác. Quốc gia này về cơ bản có một hệ thống chính trị hai đảng, do Đảng Dân chủ Dân tộc Ukraina thống trị và đối thủ nhỏ hơn của họ là Đảng Cấp tiến Ukraina. Đảng Dân chủ Dân tộc cầm quyền trao một số ghế của họ cho các đảng nhỏ để đảm bảo rằng chính phủ đại diện cho một liên minh quốc gia rộng lớn. Xét về thành phần xã hội của Hội đồng Dân tộc Ukraina, 57,1% thành viên của cơ quan đến từ các gia đình linh mục, 23,8% từ các hộ gia đình nông dân, 4,8% xuất thân từ thành thị và 2,4% từ tầng lớp quý tộc nhỏ. Về nền tảng nghề nghiệp của các thành viên hội đồng được xác định, khoảng 30% là luật sư, 22% là giáo viên, 14% là nông dân, 13% là linh mục, và 5% là công chức. Khoảng 28% có bằng tiến sĩ. chủ yếu là về pháp luật.
Cộng hòa Nhân dân Tây Ukraina quản lý một khu vực có dân số khoảng 4 triệu người trong phần lớn thời gian chín tháng tồn tại. Lviv đóng vai trò là thủ đô của Cộng hòa từ ngày 1 tháng 11 cho đến khi thành phố này bị mất về tay quân Ba Lan vào ngày 21 tháng 11, tiếp theo là Ternopil cho đến cuối tháng 12 năm 1918 và sau đó là Stanislaviv (Ivano-Frankivsk ngày nay) cho đến ngày 26 tháng 5 năm 1919. Sau Thế chiến I, Cộng hòa Nhân dân Tây Ukraina duy trì nguyên vẹn sự ổn định của chính quyền Áo trước chiến tranh, sử dụng các chuyên gia người Ukraina và Ba Lan. Ranh giới của các huyện và cộng đồng vẫn giữ nguyên như thời Đế quốc Áo-Hung. Các tòa án huyện, khu vực và địa phương tiếp tục hoạt động như trước đây khi khu vực còn là một phần của Áo, cũng như các trường học, dịch vụ bưu điện, điện báo và đường sắt. Luật pháp Áo vẫn tạm thời có hiệu lực. Tương tự như vậy, chính phủ nói chung vẫn duy trì hệ thống thu thuế của Áo, mặc dù những tổn thất do chiến tranh đã khiến dân chúng trở nên nghèo khó và lượng thuế thu được là rất ít. Hầu hết doanh thu của chính phủ đến từ việc xuất khẩu dầu mỏ và muối.
Mặc dù người dân tộc Ba Lan chỉ đại diện cho một thiểu số nhỏ ở khu vực nông thôn, nhưng họ ở thế thống trị các khu vực thành thị và chiếm gần 40% tổng dân số Đông Galicia, và gần 39% đất đai phía đông Galicia nằm trong tay các địa chủ lớn của Ba Lan trước Thế chiến thứ nhất. Cộng hòa Nhân dân Tây Ukraina thông qua luật tịch thu các điền trang rộng lớn từ các địa chủ tư nhân và phân chia đất này cho nông dân không có ruộng đất. Ngoài những trường hợp hạn chế đó, quyền sở hữu tư nhân được cho là cơ bản và việc trưng thu đất đai bị cấm. Điều này phân biệt các chính sách của Cộng hòa Nhân dân Tây Ukraina với các chính sách của chính phủ Ukraina xã hội chủ nghĩa có trụ sở tại Kyiv.
Lãnh thổ của Cộng hòa Nhân dân Tây Ukraina bao gồm 12 quân khu, có các tư lệnh chịu trách nhiệm tuyển mộ binh lính. Chính phủ có thể huy động 100.000 binh sĩ vào mùa xuân năm 1919, nhưng do thiếu quân nhu nên chỉ có 40.000 người sẵn sàng chiến đấu.
Nhìn chung, chính phủ của Cộng hòa Nhân dân Tây Ukraine có trật tự và được tổ chức tốt. Điều này trái ngược với tình trạng hỗn loạn của các chính phủ Ukraina nổi lên trên lãnh thổ của Đế quốc Nga cũ.

### Chính sách dân tộc
Nhà sử học Yaroslav Hrytsak tuyên bố rằng chủ nghĩa dân tộc Ukraina phát triển trước Chiến tranh thế giới thứ nhất tại Áo là chống Ba Lan, nhưng không phải là "rất bài ngoại" hay là bài Do Thái. Vào tháng 11 năm 1918, một quyết định đã được đưa ra để bao gồm các ngoại trưởng cấp nội các về các vấn đề người Ba Lan, Do Thái và Đức. Theo Hrytsak trong suốt thời gian tồn tại, không có trường hợp đàn áp hàng loạt nào đối với các dân tộc thiểu số ở các vùng lãnh thổ do Cộng hòa Nhân dân Tây Ukraina nắm giữ, Hrytsak tuyên bố rằng điều này khiến chính phủ Tây Ukraina khác biệt với chính phủ Ba Lan. Katarzyna Hibel viết rằng mặc dù chính thức Cộng hòa Nhân dân Tây Ukraina giống như Ba Lan tuyên bố đảm bảo quyền của các dân tộc thiểu số của mình, nhưng trên thực tế, cả hai quốc gia đều vi phạm chúng và coi các dân tộc gốc nước ngoài khác như cột thứ năm. Vào ngày 15 tháng 2 năm 1919, một đạo luật đã được thông qua để xác định tiếng Ukraina trở thành ngôn ngữ nhà nước. Tuy nhiên, theo luật này, thành viên của các dân tộc thiểu số có quyền giao tiếp với chính phủ bằng ngôn ngữ của họ.

#### Đối xử với dân cư Ba Lan
Nhà sử học Rafał Galuba viết rằng người Ba Lan bị chính quyền Tây Ukraina cho là công dân hạng hai. Sau ngày 1 tháng 11, một số thành viên của các hiệp hội Ba Lan đã bị chính quyền Tây Ukraina bắt giữ hoặc quản thúc; số phận tương tự đang chờ đợi các quan chức từ chối tuyên thệ trung thành với nhà nước Ukraina. Vào ngày 6 tháng 11, chính quyền Tây Ukraina ban hành lệnh cấm báo chí và ấn phẩm của Ba Lan phát hành tại Lviv và các nhà in bị phá hủy (Người Ba Lan cũng cấm các ấn phẩm của Ukraina tại các vùng lãnh thổ mà họ kiểm soát) Chính quyền Tây Ukraina cố gắng đe dọa người dân Ba Lan trong Lviv bằng cách gửi binh lính và xe tải vũ trang xuống đường và giải tán đám đông có thể chuyển thành tuần hành của người Ba Lan. Christoph Mick tuyên bố rằng ban đầu, chính phủ Tây Ukraina từ chối bắt con tin Ba Lan nhưng khi sự kháng cự cả dân sự và quân sự của người Ba Lan chống lại các lực lượng Ukraina ngày càng tăng, thường dân Ba Lan bị tổng tư lệnh Ukraina đe dọa hành quyết tập thể vì bị cáo buộc tấn công và bắn vào binh sĩ Ukraina. Đáp lại, phía Ba Lan đề xuất một giải pháp hòa bình cho cuộc xung đột và lực lượng dân quân chung Ba Lan-Ukraine giám sát an toàn công cộng trong thành phố.
Tại Zloczow, 17 người Ba Lan bị chính quyền Ukraina hành quyết. Tại Brzuchowice, những công nhân đường sắt Ba Lan từ chối tuân theo mệnh lệnh làm việc của Ukraina đã bị hành quyết.
Vào ngày 29 tháng 5 năm 1919, tổng giám mục Jozef Bilczewski gửi một thông điệp tới Ignacy Paderewski đang tham dự Hội nghị Hòa bình tại Paris, yêu cầu giúp đỡ và cáo buộc người Ukraina sát hại dã man các linh mục và thường dân Ba Lan.
Người Ba Lan không ủng hộ chính quyền Tây Ukraina và thành lập một phong trào kháng chiến ngầm như tham gia vào các hành động phá hoại. Tất cả các công việc thực địa bị dừng lại, mùa màng bị phá hủy và máy móc bị cố ý làm hỏng; người Ba Lan cũng phát hành ấn phẩm để giữ tinh thần trong dân chúng. Đáp lại, chính quyền Ukraina tiến hành khủng bố, bao gồm các vụ hành quyết hàng loạt, tòa án quân sự và thiết lập các trung tâm giam giữ nơi có một số người Ba Lan bị giam giữ. Các điều kiện trong các trại này bao gồm trại bằng gỗ không có hệ thống sưởi, thiếu giường và thiếu chăm sóc y tế, dẫn đến tỷ lệ mắc bệnh thương hàn cao. Thương vong ước tính tại các trại này bao gồm gần 900 người trong một trại tại Kosiv, theo nhiều nguồn khác nhau từ 300 đến 600 (chết vì bệnh thương hàn) tại Mikulińce, 100 tại Kołomyja, và 16 đến 40 tại Brzeżany, do các trại không được sưởi ấm khi có nhiệt độ −20 độ C. Các trường hợp cướp bóc, đánh đập, tra tấn hoặc bắn chết tù nhân Ba Lan đã được báo cáo.
Theo nhà sử học Christopher Mick, chính phủ Ukraine nói chung đối xử với người dân Ba Lan dưới sự kiểm soát của mình không tệ hơn chính phủ Ba Lan đối xử với người Ukraina dưới sự kiểm soát của họ. viết rằng chính quyền Ukraina đã không đối xử "dịu dàng" với người dân Ba Lan và rằng chính quyền Ukraine đã bắt chước chính quyền Ba Lan bằng cách khiến việc nói bằng tiếng Ba Lan trở nên không được hoan nghênh. Mick thừa nhận rằng phía Ukraina trong cuộc bao vây Lviv đã ngừng quan tâm đến nguồn cung cấp cho thành phố và cố gắng làm gián đoạn nguồn cung cấp nước cho thành phố. Hỏa lực pháo binh dữ dội của họ đã giết chết nhiều thường dân, kể cả phụ nữ và trẻ em.
Trong một báo cáo mà ông đã đệ trình lên Bộ Ngoại giao Ba Lan vào đầu năm 1920, Tổng giám mục Công giáo La Mã Lviv Józef Bilczewski tuyên bố rằng bạo lực chống người Ba Lan dưới quyền cai trị của Tây Ukraina là phổ biến và do chính phủ tổ chức, chứ không phải là tự phát. Ông đứng đầu một ủy ban cứu trợ cung cấp lương thực cho những người nghèo nhất, và cùng với Giám mục đô thành Công giáo Hy Lạp Andrey Sheptytsky, ông cố gắng đàm phán hòa bình giữa người dân Ba Lan và Ukraina.

#### Đối xử với người Do Thái
Mặc dù quan hệ giữa người Ba Lan và Cộng hòa Nhân dân Tây Ukraina là đối kháng, nhưng quan hệ giữa nước Cộng hòa và công dân Do Thái nói chung là trung lập hoặc tích cực. Sự cạnh tranh sâu sắc tồn tại giữa cộng đồng Do Thái và Ba Lan, và chủ nghĩa bài Do Thái được Đảng Dân chủ Dân tộc Ba Lan đặc biệt ủng hộ. Kết quả là, nhiều người Do Thái coi nước Ba Lan độc lập là lựa chọn ít được mong đợi nhất sau Thế chiến I. Trái ngược với lập trường đối kháng của chính quyền Ba Lan đối với người Do Thái, chính phủ Tây Ukraina tích cực ủng hộ quyền tự trị về văn hóa và chính trị của người Do Thái như là một cách để thúc đẩy tính hợp pháp của chính họ.
Chính phủ Tây Ukraina đảm bảo quyền tự trị dân tộc và văn hóa của người Do Thái, cung cấp cho các cộng đồng Do Thái quy chế tự trị và thúc đẩy việc thành lập các hội đồng dân tộc Do Thái. Được sự chấp thuận của chính phủ Tây Ukraina, họ đã thành lập Hội đồng Dân tộc Do Thái Trung ương vào tháng 12 năm 1918 để đại diện cho Lợi ích của người Do Thái liên quan đến chính phủ Tây Ukraina và các đồng minh phương Tây. Hội đồng Bộ trưởng của Tây Ukraina đã mua sách giáo khoa bằng tiếng Yid và các phương tiện trực quan cho các trường học Do Thái và hỗ trợ các nạn nhân Do Thái trong cuộc tàn sát của Ba Lan tại Lviv. Báo chí Ukraina duy trì thái độ thân thiện với các công dân Do Thái của Cộng hòa Tây Ukraina. Các trường học, tổ chức văn hóa và nhà xuất bản tiếng Hebrew và tiếng Yid của họ được phép hoạt động mà không bị can thiệp.
Phản ánh nhân khẩu học, khoảng một phần ba số ghế trong quốc hội được dành cho các dân tộc thiểu số (Ba Lan, Do Thái, Slovak và dân tộc khác). Người Ba Lan tẩy chay cuộc bầu cử, trong khi người Do Thái dù tuyên bố trung lập trong cuộc xung đột Ba Lan-Ukraine nhưng đã tham gia và được đại diện với khoảng 10% số đại biểu. Các cuộc tấn công và cướp bóc cục bộ chống người Do Thái của nông dân và binh lính Ukraina, mặc dù ít hơn về số lượng và ít tàn bạo hơn so với các hành động tương tự của người Ba Lan, xảy ra từ tháng 1 đến tháng 4 năm 1919. Chính phủ công khai lên án những hành động đó và can thiệp để bảo vệ cộng đồng Do Thái, bỏ tù và thậm chí xử tử thủ phạm của những tội ác như vậy. Chính phủ cũng tôn trọng sự trung lập đã được người Do Thái tuyên bố trong cuộc xung đột Ba Lan-Ukraina. Theo lệnh của Yevhen Petrushevych, cấm huy động người Do Thái trái với ý muốn của họ hoặc buộc họ phải đóng góp cho nỗ lực quân sự của Ukraina. Trong nỗ lực hỗ trợ nền kinh tế Tây Ukraina, chính phủ Tây Ukraina đã cấp nhượng quyền cho các thương nhân Do Thái.
Nhiều cá nhân người Do Thái đã ủng hộ hoặc thông cảm với chính phủ Tây Ukraina trong cuộc xung đột với Ba Lan. Các sĩ quan Do Thái của quân đội Áo-Hung cũ gia nhập quân đội Tây Ukraina, và các thẩm phán, luật sư, bác sĩ và nhân viên đường sắt Do Thái gia nhập công vụ Tây Ukraina. Từ tháng 11 năm 1918, vị trí của những người dân tộc Ba Lan trong nền công vụ được lấp đầy bởi một số lượng lớn người Do Thái sẵn sàng ủng hộ nhà nước Ukraina. Người Do Thái từng là thẩm phán và cố vấn pháp lý tại các tòa án tại Ternopil, Stanislaviv và Kolomyia. Người Do Thái cũng có thể thành lập các đơn vị cảnh sát của riêng họ, và tại một số địa điểm, chính phủ Ukraina giao cho lực lượng dân quân Do Thái địa phương chịu trách nhiệm duy trì an ninh và trật tự. Ở các vùng Sambir và Radekhiv, khoảng một phần ba lực lượng cảnh sát là người Do Thái. Người Do Thái tham gia tiểu đoàn của riêng họ trong quân đội Tây Ukraina, và những thanh niên Do Thái làm trinh sát cho quân đội Tây Ukraina. Hầu hết những người Do Thái hợp tác và phục vụ trong quân đội Tây Ukraina đều là những người theo chủ nghĩa phục quốc Do Thái. Nhìn chung, người Do Thái tạo thành nhóm lớn nhất trong số những người không phải dân tộc Ukraina tham gia vào tất cả các nhánh của chính phủ Tây Ukraina.
Thái độ tự do đối với người Do Thái của chính phủ Tây Ukraina có thể là do truyền thống khoan dung và hợp tác giữa các dân tộc Habsburg, đã để lại dấu ấn đối với giới trí thức và sĩ quan quân đội cuối thế kỷ 19 và đầu thế kỷ 20. Thái độ thân thiện đối với người Do Thái mà người Ukraina Galicia thể hiện hoàn toàn trái ngược với Đốc chính Ukraina, vốn không nhận được thiện cảm của người dân Do Thái.

## Kinh tế
Nước cộng hoà không có tiền tệ riêng, mà sử dụng krone Áo-Hung. Sau đạo luật thống nhất với Cộng hoà Nhân dân Ukraina, tiền giấy lưu thông được in đè các mệnh giá hryvnia Ukraina. Ngoài những lần phát hành chính thức này,miitj số thành phố in tiền giấy dự phòng địa phương của họ  (Notgeld) từ năm 1914.

## Tem bưu chính

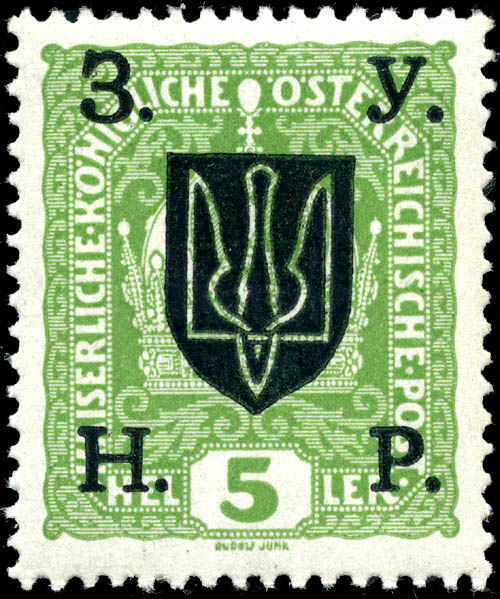
Tem 5 heller Áo-Hung được in đè năm 1919

Nước cộng hoà in khoảng một trăm loại tem bưu chính trong thời gian tồn tại ngắn ngủi của mình, tất cả ngoại trừ hai tem được in đè lên các tem hiện hữu của Áo, Áo-Hung hoặc Bosnia.

## Thư viện ảnh

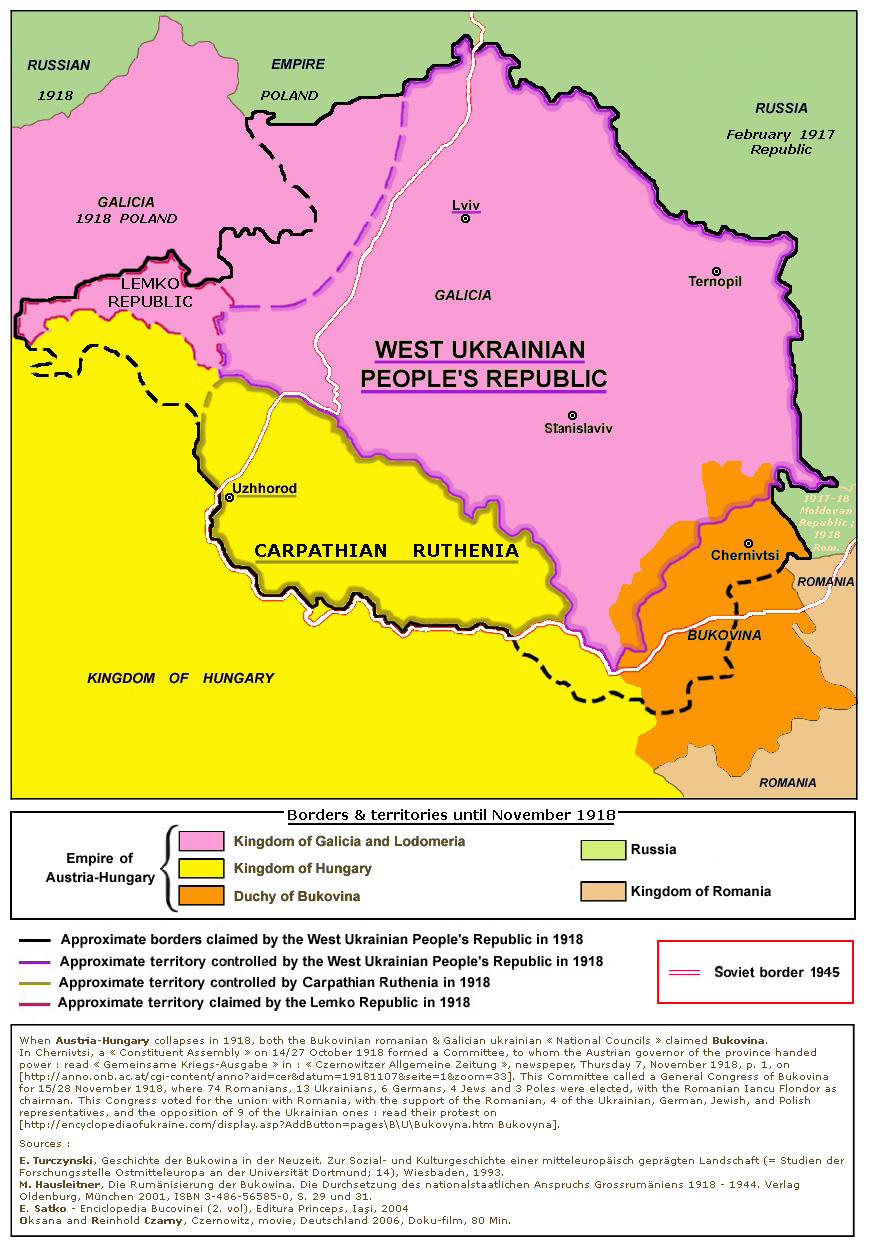
Bản đồ các khu vực mà Cộng hòa Nhân dân Tây Ukraina tuyên bố chủ quyền
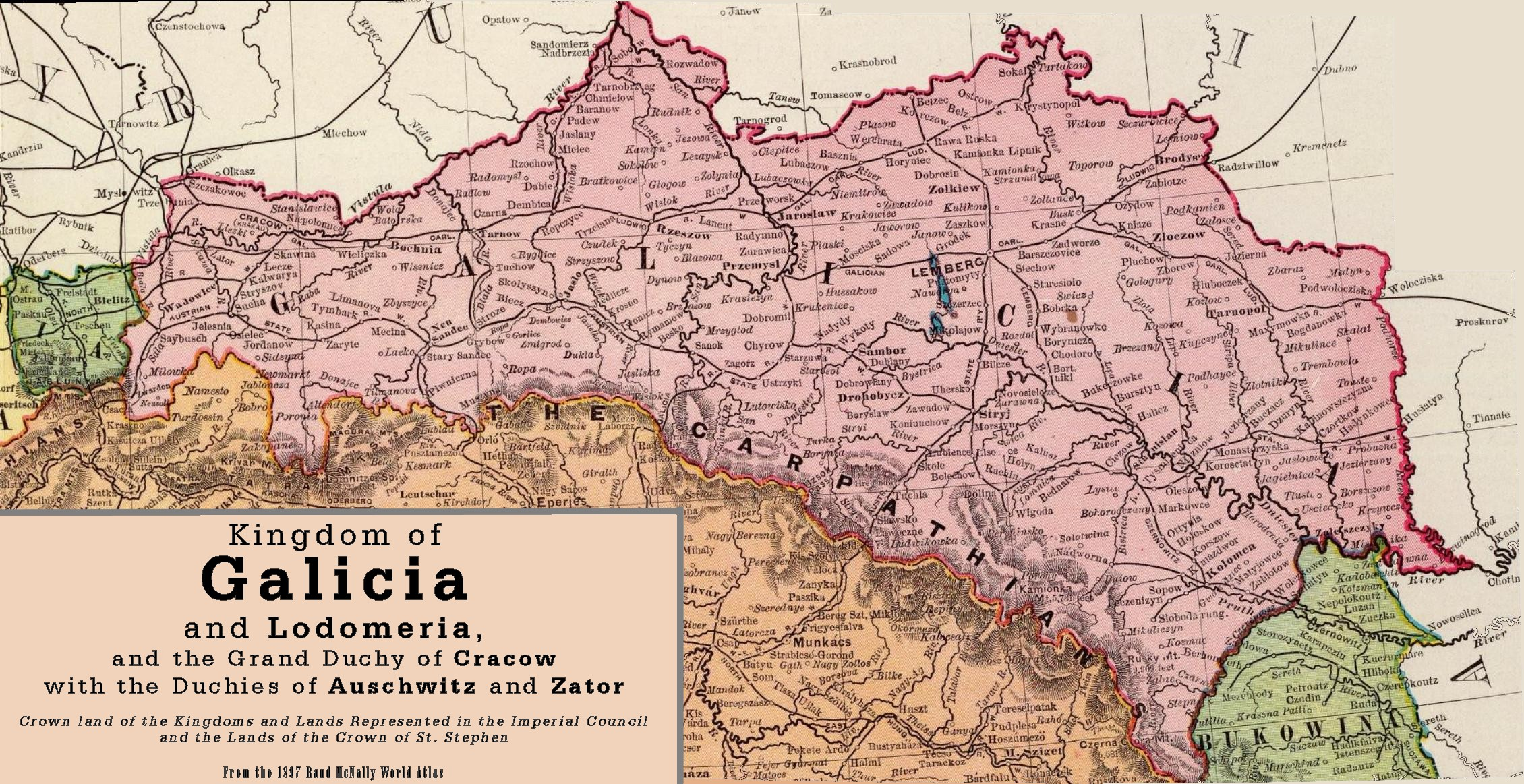
Các tuyến đường sắt của Galicia trước năm 1897
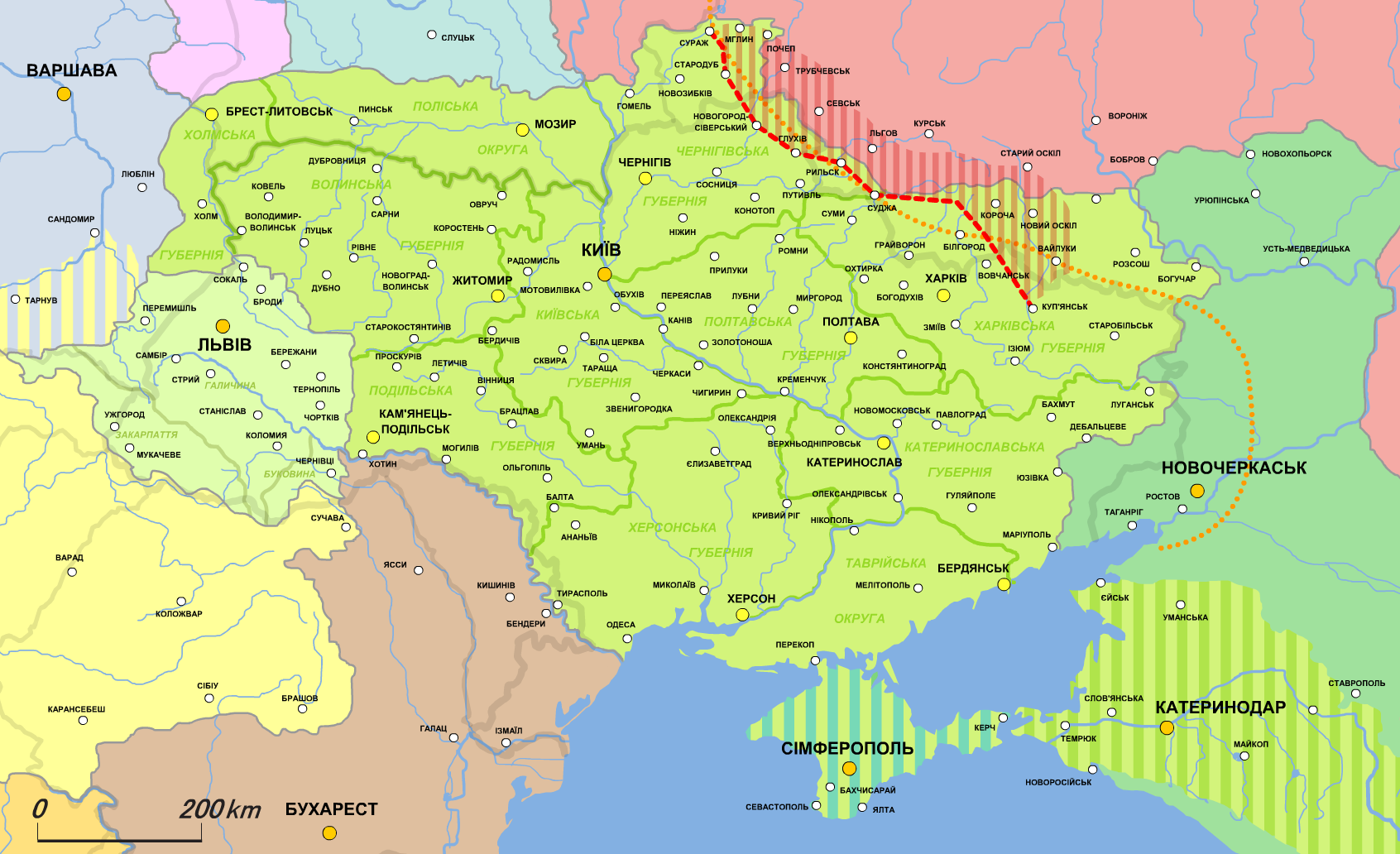
Cộng hòa Nhân dân Tây Ukraina năm 1918
Cộng hòa Nhân dân Tây Ukraina năm 1919